# Eeltslak
De eeltslak (Lithoglyphus naticoides) is een in zoetwater levende slakkensoort uit de familie van de Hydrobiidae. De wetenschappelijke naam van de soort werd in 1828 voor het eerst geldig gepubliceerd door Carl Jonas Pfeiffer.

## Beschrijving
Deze soort wordt "naticoides" genoemd omdat de schelp en het operculum van deze soort qua vorm en algemene verschijning doen denken aan de schelp en het operculum van de in zee levende tepelhorens (Naticidae).
De schelp is bolvormig, lichtgrijs tot groengeel of donker. De schelp heeft 4,5 tot 5 snel in grootte toenemende windingen, waarbij de laatste winding overheerst. Afmetingen van het huisje is 8 bij 7,5 mm. Aan de columellaire zijde zit een sterk verdikte mondrand, het 'eelt (callus), dat de navel afdekt. De sculptuur bestaat uit onregelmatige fijne en enkele grovere groeilijnen.

## Verspreiding
De verspreiding van de eeltslak in het Plioceen varieerde van West-Europa tot West-Siberië. Vervolgens kromp zijn verspreidingsgebied tijdens koelere tijdperken naar het gebied van Ponto-Azov. 
De verspreiding van deze soort is Pontisch. De inheemse verspreiding omvat alleen de rivieren van de Zwarte Zee en de Donau tot aan Regensburg, van Zuidoost- tot Midden-Europa. Later heeft het ook andere delen van Europa gekoloniseerd. Na 1800 werd de soort geïntroduceerd in de Elbe- en Rijnregio's. Na 1960 was het bijna uitgestorven als gevolg van watervervuiling in Midden-Europa. 